# Bruce Sandford
Bruce Richard Sandford (* 18. Juli 1962 in Hamilton) ist ein ehemaliger neuseeländischer Skeletonfahrer. Er begann 1989 mit dem Skeletonsport.
Sandfords größter Erfolg war der Gewinn der Skeleton-Weltmeisterschaft 1992 in Calgary, wo er den Schweizer Gregor Stähli und den Österreicher Christian Auer, Weltmeister des Vorjahres, hinter sich lassen konnte. Er war damit der erste Weltmeister in dieser Sportart, der nicht aus Österreich oder der Schweiz kam. Ein Jahr zuvor war er bei den Weltmeisterschaften in Igls Sechster geworden. Bei drei weiteren WM-Teilnahmen kam er nicht unter die besten Zehn. Im Weltcup startete er zwischen 1990 und 2000. Seine beste Platzierung war 1990 ein vierter Platz in Cervinia. Seine beste Platzierung im Gesamtweltcup war der sechste Platz in der Saison 1990/91.
Sandfords Neffe Ben Sandford ist ebenfalls ein Weltklasse-Skeletonpilot.